# (1735) ITA
(1735) ITA est un astéroïde de la ceinture principale.

## Description
(1735) ITA est un astéroïde de la ceinture principale. Il fut découvert le 10 septembre 1948 à Simeis par Pelagueïa Shajn. Il présente une orbite caractérisée par un demi-grand axe de 3,14 UA, une excentricité de 0,13 et une inclinaison de 15,6° par rapport à l'écliptique.

## Nom
Cet astéroïde a été nommé en 1979 à l'occasion du 60e anniversaire de la fondation de l'Institut d'astronomie théorique (ITA) de l'Académie des sciences de Russie. l'ITA (en russe Институт теоретической астрономии) est basé à  Saint-Petersbourg. 
À la suite d'une réorganisation en 1998, l'ITA a rejoint l'Institut d'astronomie appliquée (ru) (en russe : Институт прикладной астрономии РАН). L'ITA a commencé ses fonctions en 1919 en tant qu’Institut d’informatique dans le cadre de l’Union astronomique panrusse. En 1923, il a été uni à l'Institut astronomique et de géodésie (fondé en 1920) et rebaptisé l'Institut d'Astronomie, l'Institut s'est ouvert à d'autres disciplines (mécanique céleste, gravimétrie, astrophysique, instrumentation). En 1943, il fut dénommé "Institut d'astronomie théorique de l'Académie des sciences de l'URSS". En 1948, à la suggestion de l'Union astronomique internationale (UAI), il devint un centre international pour l'étude des planètes mineures (astéroïdes, comètes et satellites). Depuis 1957, il a également travaillé sur les problèmes du mouvement des corps célestes artificiels (astrodynamique). Enfin en 1998, il rejoint l’Institut d’astronomie appliquée.

## Compléments